# Fernsehturm Ještěd
Der Fernsehturm Ještěd ist ein rund 100 Meter hohes Bauwerk, welches zwischen 1963 und 1973 von SIAL Architekten (Karel Hubáček, Otakar Binar, Miroslav Masák) als Hyperboloidkonstruktion erbaut wurde. Der Fernsehturm steht auf dem Gipfel des Bergs Ještěd im Jeschkengebirge in der Nähe von Liberec in Tschechien und beherbergt ein Hotel. Die Form des Bauwerks ergänzt die Silhouette des Berges so, dass sie von weiter Entfernung als natürliche Einheit mit dem Berg wahrgenommen wird. Das Bauwerk gilt als Wahrzeichen der gesamten Region um Liberec. Der Hotelturm war im Roman „Grandhotel“ von Jaroslav Rudiš und dem danach gedrehten tschechischen Kinofilm Grandhotel (2006) zentraler Handlungsort.

## Geschichte
Am 31. Januar 1963 wurden durch mehrere Brände der Aussichtsturm und eine Unterkunft für Wanderer auf dem Ještěd zerstört. Der Architekt Karel Hubáček erhielt in einem Wettbewerb den Zuschlag für sein Konzept, ein Hotel und einen Sendeturm in ein Bauwerk zu integrieren. Grundsteinlegung war am 30. Juli 1966. Der Bau des Turms wurde durch die Niederschlagung des Prager Frühlings am 21. August 1968 verzögert. Auf dem Ještěd wurde ein provisorischer Radiosender eingerichtet, der versuchte, die Bevölkerung zum zivilen Ungehorsam gegen das kommunistische Regime zu mobilisieren und bis zum 27. August 1968 unentdeckt blieb.
Gegen den halb fertiggestellten Turm formierte sich Widerstand. Den Arbeiten am Bauwerk warf man „kapitalistische Bauweise“ und Verwendung von „westlichen Materialien“ vor. Besonders die individuelle Inneneinrichtung missfiel der politischen Führung. Der Architekt galt aufgrund des architektonischen Sonderwegs als persona non grata und durfte den Eröffnungsfeierlichkeiten am 21. Oktober 1973 nicht beiwohnen.

## Beschreibung
Der Fernsehturm Ještěd besteht in den unteren 30 Metern aus einem steifen Betonkern von 13 Meter Durchmesser. Bis zu einer Höhe von 41 Meter verjüngt sich das Bauwerk auf 5 Meter im Durchmesser. Darüber schließt sich ein Stahlrohr bis zur Höhe von 100 Meter an. Der für Fernsehtürme sonst typische Schaft entfällt aufgrund der Lage auf dem hohen Berggipfel. Im unteren Teil befinden sich fünf Geschosse, die ein Hotel, einen Restaurationsbetrieb sowie Betriebsräume für den Sendebetrieb beherbergen. Das Restaurant bietet 300 Sitzplätze; das Hotel hat 14 Zimmer und bietet maximal 56 Gästen Platz. Die äußere Gestalt wird von einem parabolisch geschwungenen Kegel dominiert, dessen Gerippe von außen mit Aluminium verkleidet ist. Der Antennenmast ist für die Durchlässigkeit der Funkwellen der Sendeantennen mit Kunststoff verkleidet. Der Turm wird von drei Ringplattformen unterteilt.

## Auszeichnungen
- 1969 erhielt es den Auguste-Perret-Preis der Union Internationale des Architectes.[5]
- 1998 wurde es Kulturdenkmal der Tschechischen Republik.
- Eine im Jahr 2000 durchgeführten Umfrage unter tschechischen Experten kürte den Turm zum Besten/Wichtigsten tschechischen Bauwerk des 20. Jahrhunderts.[6]
- 2006 bekam das Bauwerk den Rang Nationales Kulturdenkmal der Tschechischen Republik zuerkannt, geführt als Nummer 297.
- Für 2010 war ein Aufnahmeverfahren in die UNESCO-Weltkulturerbeliste geplant.[7]

## Film
- Grandhotel, Kinofilm, Tschechische Republik 2006, 95 Minuten, Regie: David Ondříček.